# Mark Slavin
Mark Slavin (en hebreo: מרק סלבין, en ruso: Марк Славин) (Minsk, 31 de enero de 1954 - Fürstenfeldbruck, 6 de septiembre de 1972) fue un luchador de lucha grecorromana bielorruso nacionalizado israelí, con cuyo equipo olímpico compitió en los Juegos Olímpicos de Múnich de 1972. Junto con otros 10 atletas y entrenadores, fue tomado como rehén y luego asesinado por terroristas palestinos de Septiembre Negro en la llamada masacre de Múnich.
Era el representante olímpico más joven de Israel en los Juegos Olímpicos de Múnich y el más joven de las víctimas. Había nacido en Minsk, en la entonces República Socialista Soviética de Bielorrusia. De joven se había dedicado a la lucha libre para defenderse de los ataques antisemitas. Pronto se hizo conocido como un luchador talentoso y ganó el campeonato júnior de lucha grecorromana soviético de peso medio en 1971. Slavin se había mudado a Israel apenas cuatro meses antes de los Juegos Olímpicos y se unió al equipo del Hapoel Tel Aviv y el equipo olímpico israelí. Los Juegos Olímpicos de 1972 iban a ser su primera competencia internacional para Israel, y Slavin había sido considerado como un luchador prometedor con opciones serias de obtener medalla.
Slavin se alojaba en el apartamento nº3 del número 31 de Connollystraße, en la Villa Olímpica, con sus compañeros luchadores Gad Tsobari y Eliezer Halfin, y los levantadores de pesas David Mark Berger, Yossef Romano y Ze'ev Friedman. Slavin debía hacer su debut olímpico el día en que terroristas fuertemente armados irrumpieron en la Villa y lo capturaron mientras los atletas olímpicos aún dormían. Fue tomado como rehén con otros ocho atletas israelíes. Fue asesinado durante el intento fallido de las autoridades alemanes de rescatarles en el aeródromo de Fürstenfeldbruck, a poca distancia de Múnich.
Su cuerpo fue repatriado a Israel y enterrado en el cementerio Kiryat Shaul, en Tel Aviv.